# Tibor Déry
Tibor Déry (18 de octubre de 1894, Budapest - 18 de agosto de 1977, Budapest). Escritor húngaro. Tras sus comienzos de tono surrealista y dadaísta, escribió obras de posguerra de realismo corrosivo y en 1957 fue condenado a prisión por oponerse en ellas al realismo socialista y al sistema burocrático. Fue amnistiado en 1960.

## Obra
- La frase inacabada (1947, A befejezetlen mondat)
- La respuesta
- Un extraño entierro
- Niki, la historia de un perro (1956; Niki, egy kutya története), Proyección, 1961
- El circo
- Monsieur G.A. en X (1966, GA úr X-ben), Caralt, 1970
- El excomunicador (1967; ')
- Juegos de los infiernos (Elbeszélések), Caralt, 1963
- Informe imaginario de un festival de pop americano (1971; Képzelt riport egy amerikai pop-fesztiválról)
- Cher Beau-Père (1973)
- Querido suegro (1973; Kedves bópeer...!), Noguer, 1976
- El ajuste de cuentas (enlace roto disponible en Internet Archive; véase el historial, la primera versión y la última)., Colección Sergio Pitol. Traductor (México: Universidad Veracruzana, 2007)